# A Big Piece of Garbage
«A Big Piece of Garbage» (укр. «Великий шмат сміття») — восьма серія першого сезону анімаційного серіалу «Футурама», яка вийшла в ефір у Північній Америці 11 травня 1999 року.
Автор сценарію: Льюїс Мортон.
Режисер: Сюзан Діттер.

## Сюжет
Професор Фарнсворт оголошує, що наступного дня команда полетить на планету вірусів Ебола 9. Але сьогодні вони потрібні йому живими, щоби супроводжувати його на щорічному симпозіумі Академії винахідників, де він має представити свій «годиннки смерті» — прилад, що показує, скільки часу лишилося жити тому, хто встромить у нього палець. На симпозіумі професор зустрічає свого колишнього студента професора Оґдена Вернстрома, який свого часу заприсягнувся помститися Фарнсвортові за колись отриману п'ятірку з мінусом.
Заперезентувавши свій винахід — спорядження, яке допомагає рибі пересуватися на суходолі, — Вернстром кепкує з Фарнсворта, нагадавши йому, що той уже демонстрував годинник смерті на торішньому симпозіумі (професор просто забув про це). Поспіхом професор креслить на серветці схему нового винаходу — нюхоскопа, приладу, який дозволяє відчувати запахи далеких космічних об'єктів. Аудиторія зустрічає нюхоскоп презирливим сміхом, а Вернстром ставить Фарнсворту «найнижчу з можливих оцінок» — п'ять з двома мінусами.
Повернувшись у «Міжпланетний експрес», професор запрошує всіх на демонстрацію нюхоскопа (виявляється, він збудував його рік тому і також забув про це). Фрай випробовує прилад, нюхаючи різні небесні тіла, і раптом відкриває «найсмердючіший об'єкт в усьому Всесвіті». Розрахувавши траєкторію цього об'єкта, професор доходить висновку, що він зіштовхнеться з Землею саме у Новому Нью-Йорку за 72 години. Після нетривалих пошуків, команда знаходить в Інтернеті відеофільм, який розповідає про те, як у 2052 році велетенська кулю зі сміття було запущено у космос з метою розв'язати проблему надмірного забруднення міста. Майже за тисячу років ця куля повертається на Землю.
Друзі повідомляють про небезпеку мера Нового Нью-Йорка Ренделла Пупенмаєра. Створюється план знищити сміттєву кулю вибухівкою. Команда «Міжпланетного експреса» доставляє бомбу, таймер якої встановлено на 25 хвилин, на поверхню кулі. Проте виявляється, що неуважний професор поставив таймер догори дриґом, отже команда має для втечі всього 52 секунди. Щоби врятуватися, друзям доводиться викинути бомбу у відкритий космос — отже шанс знищити сміттєву кулю втрачено.
Намагаючись виправитися, професор вигадує інший план: запустити у космос ідентичну кулю сміття, щоби вона відштовхнула першу. Використовуючи вміння Фрая — людини з XX століття — смітити, жителі Нового Нью-Йорка швидко створюють кулю, яку запускають ракетою в космос. Нова куля відбиває першу в напрямку до Сонця, рятуючи Землю. Ліла зауважує, що новостворена куля теж рано чи пізно повернеться на Землю, але ніхто не звертає на це уваги.

## Визнання
У 1999 році цю серію було номіновано на нагородження премією «Еммі» як «Найкращу анімовану програму тривалістю до однієї години»  [Архівовано 8 листопада 2007 у Wayback Machine.].

## Пародії, алюзії, цікаві факти
- На сміттєвій кулі команда натрапляє на купу ляльок, що зображують Барта Сімпсона, персонажа серіалу «Сімпсони», автором якого також є Мет Ґрейнінґ. Бендер знімає з ляльки шорти і з'їдає їх, кажучи «ммм… шорти!» в манері Гомера, бартового батька.
- Також серед сміття XX століття Фрай знаходить тарілку з зображенням Містера Спока, персонажа серіалу «Зоряний Шлях».
- Вхід у міську ратушу Нового Нью-Йорка прикрашений вивіскою «CITIHALL», яка пародіює логотип нью-йоркського банку «Сітібанк».
- Планета «Ебола 9» є алюзією на вірус Ебола, збудник хвороби, яку испричинює вірус Ебола, яка найчастіше закінчується смертю.
- Серія містить кілька алюзій на фільм «Армагедон»:
  - Перший план професора, як знищити кулю сміття, подібний до сюжету фільму.
  - Сцена, в якій велетенський гамбургер, що падає з неба, пробиває діру в хмарочосі, пародіює одну з відомих сцен «Армагедону».
  - Сцена в якій герої йдуть до космічного корабля, також є алюзією на часто цитований і пародійований момент з фільму.
- У відеофільмі про створення сміттєвої кулі розповідається про те, як у 2000 році сміття Нью-Йорка було покладено на велику баржу, що дрейфувала океанами, не прийнята жодною з держав. Це є алюзією на реальну баржу «Мобро 4000», навантажену сміттям, яка дрейфувала вздовж берегів Північної та Центральної Америки в 1987 році.

## Особливості українського перекладу
- На бенкеті в Академії винахідників Бендер замовляє коктейль із «Козацького напою», «Шмурдяку кримського» і медичного спирту.
- Сцена, в якій Фрай випробовує нюхоскоп, містить складний для перекладу мовний жарт: Фрай зауважує, що не хоче нюхати Уран (англ. Uranus, що звучить так само як «your anus» — твій анус). Професор відповідає, що планету давно було перейменовано на «Urectum» (звучить так само, як «your rectum» — твоя пряма кишка). В українському перекладі цей діалог звучить так:

Фрай: Гей, тільки я не хочу нюхати Юпітер (вимовляє як «Юпідер»).
Професор Фарнсворт: Вибач, Фрай, але астрономи ще 2620 року перейменували планету, щоби покласти край цьому жарту.
Фрай: А тепер як називається?
Професор Фарнсворт: «Типідер».
- Баржа зі сміттям носить назву «Сонячне диво».
- Лялька Барта Сімпсона вимовляє улюблену фразу персонажа (англ. Eat my shorts! — «з'їж мої шорти!»). Відповідно Бендер знімає з ляльки шорти і з'їдає їх. Але, оскільки в українській версії «Сімпсонів» ця фраза повсякчас перекладається як «Поцілуй мене в шорти!» (так само вона звучить і тут), ця сцена виглядає дещо незрозумілою.